# Evansville (Virginia Occidental)
Evansville es un área no incorporada ubicada en el condado de Preston, Virginia Occidental, Estados Unidos. Está clasificada como un asentamiento humano por el Sistema de Información de Nombres Geográficos.
Aparece registrada en U.S. Geological Survey con fecha de entrada del 27 de junio de 1980. El número de identificación asignado por el Sistema de Información de Nombres Geográficos es 1538761.
Las fuentes difieren si la comunidad lleva el nombre de Edward, Henry o Hugh Evans, todos a los que se les consideran los primeros colonos.

## Geografía
Se encuentra a una altitud de 404 m s. n. m. (1326 pies) según el Servicio Geológico de Estados Unidos.